# Montfort-sur-Argens
 Montfort-sur-Argens  es una población y comuna francesa, que se encuentra en la región de Provenza-Alpes-Costa Azul, departamento de Var, en el distrito de Brignoles y cantón de Cotignac.

## Demografía
| 537 | 542 | 502 | 551 | 705 | 869 |
| Para los censos de 1962 a 1999 la población legal corresponde a la población sin duplicidades (Fuente: INSEE [Consultar]) |     |     |     |     |     |